# Тшебось-Подляс
Тшебось-Подляс (пол. Trzeboś-Podlas) — село в Польщі, у гміні Соколів-Малопольський Ряшівського повіту Підкарпатського воєводства.